# La Horde du Contrevent
La Horde du Contrevent est un roman de science-fantasy,, écrit par Alain Damasio et publié aux éditions La Volte en 2004. Dans sa première édition, le livre était accompagné d'un CD qui en constituait la « bande originale ». Le roman a été un succès commercial et critique, et a remporté le grand prix de l'Imaginaire en 2006.

## Intrigue
Ils sont vingt-trois, forment la trente-quatrième Horde du Contrevent et ont entre vingt-cinq et quarante-trois ans. Dans un monde balayé par les vents, ils ont été formés depuis l'enfance dans un seul but : parcourir le monde, d'ouest en est, de l'Aval vers l'Amont, à contre-courant face au vent, à travers la plaine, l'eau et les pics glacés, pour atteindre le mythique Extrême-Amont, la source de tous les vents.
Tous différents mais tous unis, ils forment une horde autonome et solidaire, qui avance dans un seul objectif, luttant constamment contre le vent. Profitant du savoir et de l'expérience de huit siècles d'échecs, on la dit la meilleure et l'ultime Horde, celle qui atteindra enfin l’Extrême-Amont.

## Particularités du roman
La Horde du Contrevent présente plusieurs caractéristiques particulières :
- La numération des pages est faite dans un ordre inversé, le roman commençant à la page 521 (page 701 pour l'édition de poche) pour finir à la page 0.
- La version grand format du roman, publiée par La Volte, inclut un CD de musique dans sa troisième de couverture. Il s'agit d'une bande-son composée par Arno Alyvan. Complémentaire au roman, ce CD constitue une « bande originale du livre[4] », selon Alain Damasio, « un album entièrement composé à partir du roman pour en déployer l’univers, pour le représenter, le rendre présent à nouveau autrement ».
- Le roman présente un système de narration à plusieurs voix : au début de chaque paragraphe se trouve un symbole, indiquant au lecteur quel membre de la Horde est le narrateur. Chacun d'entre eux a sa propre façon de s'exprimer basée sur son sens prioritaire (Golgoth est kinesthésique, Pietro est visuel, etc.[5]) et donc, son propre point de vue sur les événements. Un marque-page, fourni avec le livre, indique la correspondance entre les symboles et les personnages.

Ce roman devait à l'origine être le premier tome d'un diptyque. L'auteur a pour l'instant renoncé à écrire le second tome, qui aurait raconté la reformation de la Horde, pour se focaliser sur des ouvrages plus engagés.